# 필라이
필라이(그리스어: Φιλαί, 아랍어: أنس الوجود)는 나일 강과 이집트 남쪽에 있는 고대 이집트 사원 유적 지구에 위치한 섬이다. 이 유적 지구는 유네스코 프로젝트가 시작되는 근처 섬에 해체하여 옮겨졌는데, 이는 반 세기 동안 아스완 댐으로 인한 부분적인 홍수로 인해 공사가 진행 중인 하이 댐 때문이다.